# Az eb és a web epizódjainak listája
Az oldal Az eb és a web (Dog with a Blog) című sorozat epizódjainak listáját tartalmazza, mely a Disney Channel-en debütált 2012. október 12-én. A sorozat főszereplője egy mostoha testvérpár, Avery Jennings (G. Hannelius) és Tyler James (Blake Michael), akik utálják egymást, és felfedezik, hogy új kutyájuk, Stan képes beszélni és emellett saját blogot vezet.
A sorozatból Magyarországon 2015. május 30-ig 53 epizód került adásba. Amerikában június 9-ig 63 epizód került adásba. 2013. február 4-én a Disney Channel bejelentette egy második évad elkészítését. 2014. február 4-én berendelték a harmadik évadot.

## Évados áttekintés
| Évad | Évad | Epizódok | Eredeti sugárzás     | Eredeti sugárzás     | Magyar sugárzás   | Magyar sugárzás    |
| Évad | Évad | Epizódok | Évadpremier          | Évadfinálé           | Évadpremier       | Évadfinálé         |
| ---- | ---- | -------- | -------------------- | -------------------- | ----------------- | ------------------ |
|      | 1    | 22       | 2012. október 12.    | 2013. augusztus 25.  | 2013. április 13. | 2013. december 28. |
|      | 2    | 24       | 2013. szeptember 20. | 2014. szeptember 12. | 2014. január 11.  | 2015. január 25.   |
|      | 3    | 24       | 2014. szeptember 26. | 2015. szeptember 25. | 2015. április 18. | 2016. május 22.    |

## 1. évad
| #   | Hivatalos epizódcím          | Magyar cím                 | Rendezte         | Írta                             | Eredeti premier     | Magyar premier       |
| --- | ---------------------------- | -------------------------- | ---------------- | -------------------------------- | ------------------- | -------------------- |
| 1.  | Stan of the House            | Szemtelen Stan-tanú        | Neal Israel      | Philip Stark & Michael B. Kaplan | 2012. október 12.   | 2013. április 13.    |
| 2.  | The Fast and the Furriest    | Szőrödik sebesség          | Neal Israel      | Michael B. Kaplan                | 2012. november 4.   | 2013. április 13.    |
| 3.  | Dog with a Hog               | Kutya kabala módra         | Neal Israel      | Judd Pillot                      | 2012. november 11.  | 2013. április 20.    |
| 4.  | Wingstan                     | Stan-segéd                 | Neal Israel      | Richard Gurman                   | 2012. november 18.  | 2013. április 27.    |
| 5.  | World of Woofcraft           | Videójáték                 | Shelly Jensen    | Steve Jarczak & Shawn Thomas     | 2012. november 25.  | 2013. május 4.       |
| 6.  | Bark! The Herald Angels Sing | Csoda Pasadenában          | Neal Israel      | John Peaselee                    | 2012. december 2.   | 2013. október 31.    |
| 7.  | The Parrot Trap              | Papagájod ide jöjjön       | Shelly Jensen    | Alison Brown                     | 2013. január 13.    | 2013. május 11.      |
| 8.  | The Bone Identity            | A csontrejtély             | Neal Israel      | Jim Hope                         | 2013. január 27.    | 2013. június 1.      |
| 9.  | Stan Stops Talking           | Stan nem beszél            | Shelly Jensen    | John Peaslee                     | 2013. február 17.   | 2013. június 22.     |
| 10. | Dog Loses Girl               | Az elveszett gyermek       | Neal Israel      | Chad Gervich                     | 2013. február 24.   | 2013. augusztus 10.  |
| 11. | Stan-ing Guard               | Őr Stan                    | Shelly Jensen    | Michael B. Kaplan                | 2013. március 24.   | 2013. október 11.    |
| 12. | Freaky Fido                  | Szer-eb-csere              | Neal Israel      | Judd Pillott                     | 2013. április 7.    | 2013. augusztus 17.  |
| 13. | Guess Who's a Cheerleader    | Na ki a pomponlány?        | Shelly Jensen    | Richard Gurman                   | 2013. április 28.   | 2013. szeptember 7.  |
| 14. | Crimes of the Art            | Műbalhé                    | Shelly Jensen    | Amy Pittman                      | 2013. május 5.      | 2013. október 12.    |
| 15. | Avery's First Crush          | Avery első szerelme        | Neal Israel      | Jim Hope                         | 2013. május 12.     | 2013. szeptember 14. |
| 16. | The Truck Stops Here         | Büfékocsi                  | Rich Correll     | Steve Jarczak & Shawn Thomas     | 2013. június 9.     | 2013. október 5.     |
| 17. | Avery's First Breakup        | Avery első szakítása       | David Kendall    | Judd Pillot                      | 2013. június 23.    | 2013. november 2.    |
| 18. | A New Baby?                  | Új gyerek?                 | Shelly Jensen    | Alison Brown                     | 2013. július 14.    | 2013. november 15.   |
| 19. | Stan Talk's to Gran          | Stan esete a nagyival      | Joel Zwick       | Kristin Layne Tucker             | 2013. július 21.    | 2013. november 30.   |
| 20. | Avery's Wild Party           | Avery nagy bulija          | Eric Dean Seaton | John Peaslee                     | 2013. július 28.    | 2013. december 7.    |
| 21. | My Parents Posted What?!     | Mit posztoltak a szüleim?! | David Kendall    | Michael B. Kaplan                | 2013. augusztus 11. | 2013. december 14.   |
| 22. | Stan's Old Owner             | Stan régi gazdája          | Shelly Jensen    | Chad Gervich                     | 2013. augusztus 25. | 2013. december 28.   |

## 2. évad
| #   | Hivatalos epizódcím                          | Magyar cím                                | Rendezte           | Írta                         | Eredeti premier      | Magyar premier      |
| --- | -------------------------------------------- | ----------------------------------------- | ------------------ | ---------------------------- | -------------------- | ------------------- |
| 1.  | Too Short                                    | Túl kurta                                 | Michael B. Kaplan  | Shelley Jensen               | 2013. szeptember 20. | 2014. január 11.    |
| 2.  | Good Girl Gone Bad                           | Jó kislányból rossz kislány               | Shelley Jensen     | Richard Gurman               | 2013. szeptember 27. | 2014. január 18.    |
| 3.  | Howloween                                    | Halovány Halloween                        | Shelley Jensen     | Steve Jarczak                | 2013. október 4.     | 2014. január 25.    |
| 4.  | Stan Makes His Mark                          | Stan nyomot hagy                          | Shelley Jensen     | Jim Hope                     | 2013. október 11.    | 2014. február 1.    |
| 5.  | Tyler Gets a Grillfriend                     | Tyler és grill-szörny                     | Shelley Jensen     | Alison Brown                 | 2013. november 1.    | 2014. február 8.    |
| 6.  | Don't Karl Us, We'll Karl You                | Ha te is úgy Karl, mi is úgy Karl         | Shelley Jensen     | Judd Pillott                 | 2013. november 22.   | 2014. március 29.   |
| 7.  | Twas the Flight Before Christmas             | Karácsonyi győzelem                       | Victor Gonzalez    | Richard Day                  | 2013. december 6.    | 2014. április 13.   |
| 8.  | Lost In Stanslation                          | Ebveszett jelentés                        | Shelley Jensen     | Greg Lisbe                   | 2014. január 10.     | 2014. április 26.   |
| 9.  | Avery B. Jealous                             | Avery féltékeny                           | Victor Gonzalez    | Alison Brown                 | 2014. január 24.     | 2014. április 12.   |
| 10. | Love Ty-Angel                                | Ty szerelmi háromszöge                    | Shelley Jensen     | Michael B. Kaplan            | 2014. február 21.    | 2014. június 7.     |
| 11. | Stan Runs Away                               | Stan megszökik                            | Alex Zamm          | Michael B. Kaplan            | 2014. február 28.    | 2014. június 28.    |
| 12. | I Want My Nikki Back, Nikki Back, Nikki Back | Akarom a Nikki-met, Nikki-met, Nikki-met  | Shelley Jensen     | Jim Hope                     | 2014. március 7.     | 2014. június 14.    |
| 13. | Avery-body Dance Now                         | Avery-body Dance Now                      | Roger Christiansen | Richard Day                  | 2014. március 21.    | 2014. augusztus 2.  |
| 14. | The Green-Eyed Monster                       | A zöld szemű szörnyeteg                   | Sean Mulcahy       | Greg Lisbe                   | 2014. április 4.     | 2014. november 8.   |
| 15. | Who's Training Who?                          | Ki idomít kit?                            | Victor Gonzalez    | Richard Gurman               | 2014. április 11.    | 2014. június 21.    |
| 16. | Love, Loss, and a Bean Bag Toss              | Szerelem, szakítás és szórakozás          | Shelley Jensen     | Alison Brown                 | 2014. május 16.      | 2014. augusztus 16. |
| 17. | How I Met Your Brother... and Sister         | Így jártam a tesóimmal                    | Bruce Leddy        | Natasha Gray                 | 2014. június 13.     | 2014. augusztus 23. |
| 18. | Will Sing For Food Truck                     | Ének a büfékocsiért                       | Shelley Jensen     | Steve Jarczak & Shawn Thomas | 2014. június 20.     | 2014. augusztus 9.  |
| 19. | Stuck in the Mini with You                   | Fenragadva a kocsiban veled               | Bruce Leddy        | Amy Pittman                  | 2014. július 18.     | 2014. november 15.  |
| 20. | Pod People from Pasadena                     | Pasadenai pipacs parádé                   | Sean Mulcahy       | Jay Dyer                     | 2014. július 25.     | 2014. november 29.  |
| 21. | The Mutt and Mogul                           | Löki és a billiárdos                      | Roger Christiansen | Steve Jarczak & Shawn Thomas | 2014. augusztus 1.   | 2014. november 23.  |
| 22. | Stan Gets Schooled                           | Stan iskolába jár                         | Rob Schiller       | Amy Pittman                  | 2014. augusztus 15.  | 2015. január 11.    |
| 23. | Karl Finds Out Stan's Secret                 | Karl megtudja Stan titkát                 | Alex Zamm          | Jim Hope                     | 2014. augusztus 22.  | 2014. december 14.  |
| 24. | The Kids Find Out Stan Blogs                 | A gyerekek megtudják, hogy Stan blogot ír | Sean Mulcahy       | Michael B. Kaplan            | 2014. szeptember 12. | 2015. január 25.    |

## 3. évad
| #   | Hivatalos epizódcím              | Magyar cím                                | Írta                        | Rendezte                           | Eredeti premier      | Magyar premier      |
| --- | -------------------------------- | ----------------------------------------- | --------------------------- | ---------------------------------- | -------------------- | ------------------- |
| 1.  | Guess Who Gets Expelled?         | Találd ki, kit csaptak ki?                | Michael B. Kaplan           | Shelley Jensen                     | 2014. szeptember 26. | 2015. április 18.   |
| 2.  | Howloween 2: The Final Reckoning | Howloween 2: A végső leszámolás           | Jim Hope                    | Shelley Jensen                     | 2014. október 2.     | 2015. április 25.   |
| 3.  | Avery Schools Tyler              | Avery tanítja Tylert                      | Harry Hannigan              | Joel Zwick                         | 2014. október 17.    | 2015. május 2.      |
| 4.  | Stan Falls in Love               | Stan szerelmes lesz                       | Steve Jarczak Shawn Thomas  | Shelley Jensen                     | 2014. november 21.   | 2015. május 9.      |
| 5.  | Avery VS Teacher                 | Avery a tanár ellen                       | Debby Wolfe                 | Shelley Jensen                     | 2014. november 28.   | 2015. május 16.     |
| 6.  | Stan Steal Christmas             | Stan elrabolja a karácsonyt               | Amy Pittman                 | Shelley Jensen                     | 2014. december 5.    | 2015. május 23.     |
| 7.  | Avery Makes Over Max             | Avery átalakítja Max-et                   | Jessica Kaminsky            | Shelley Jensen                     | 2015. január 9.      | 2015. május 30.     |
| 8.  | Avery Dreams of Kissing Karl     | Avery azt álmodja, hogy megcsókolja Karlt | Michael B. Kaplan           | Shelley Jensen                     | 2015. január 16.     | 2015. augusztus 1.  |
| 9.  | Dog on Catwalk                   | Eb a kifutón                              | Jim Hope                    | Shelley Jensen                     | 2015. február 6.     | 2015. augusztus 8.  |
| 10. | Guess Who's a Cheater            | Találd ki, ki a csaló?                    | Debby Wolfe                 | Joel Zwick                         | 2015. február 20.    | 2015. augusztus 15. |
| 11  | Stan's New BFF                   | Stan új „legjobb barátja”                 | Steve Jarczack Shawn Thomas | Jody Margolin Hahn                 | 2015. március 6.     | 2015. augusztus 29. |
| 12. | Stan Sleep Talks                 | Stan álmában beszél                       | Harry Hannigan              | David Kendall                      | 2015. március 26.    | 2016. március 6.    |
| 13. | Stan Gets Married                | Stan megnősül                             | Rob Schiller                | Jessica Kaminsky                   | 2015. április 17.    | 2016. március 13.   |
| 14. | Guess Who Becomes President?     | Találjátok ki, ki lett az elnök!          | Loni Steele Sothand         | Shelley Jensen                     | 2015. április 24.    | 2016. március 20.   |
| 15. | Stan Has Puppies                 | Stannek kölykei születnek                 | Victor Gonzalez             | Michael B. Kaplan                  | 2015. május 8.       | 2016 március 27.    |
| 16. | Stan Has Puppies                 | Stannek kölykei születnek                 | Alex Zamm                   | Jim Hope                           | 2015. május 8.       | 2016 március 27.    |
| 17. | You're Not My Sister Anymore     | Nem vagy többé a nővérem!                 | Joel Zwick                  | Jessica Kaminsky                   | 2015. június 12.     | 2016. április 3.    |
| 18. | The Puppies Talk                 | Beszélnek a kölykök                       | Joel Zwick                  | Steve Jarczak Shawn Thomas         | 2015. június 19.     | 2016. április 10.   |
| 19. | Guess Who's Dating Karl          | Találd ki, ki jár Karllal!                | Jody Margolin Hahn          | Harry Hannigan                     | 2015. július 17.     | 2016. április 24.   |
| 20. | Murder of the Ornamental Dress   | A festett ruha gyilkosa                   | Joel Zwick                  | Kevin Engelking Sarah Jeanne Terry | 2015. július 24.     | 2016. április 17.   |
| 21. | Stan Rescues His Princess        | Stan megmenti az ő Hercegnőjét            | Regan Burns                 | Debby Wolfe                        | 2015. augusztus 7.   | 2016. május 1.      |
| 22. | Cat with a Blog                  | A macska és a web                         | Jonathan Judge              | Amy Pittman                        | 2015. augusztus 21.  | 2016. május 8.      |
| 23. | Avery Starts Driving             | Avery autót vezet                         | Jonathan Judge              | Jim Hope                           | 2015. szeptember 18. | 2016. május 15.     |
| 24. | Stan's Secret Is Out             | Stan titka kitudódik                      | Shelley Jensen              | Michael B. Kaplan                  | 2015. szeptember 25. | 2016. május 22.     |